# 叉尾王霸鹟
叉尾王霸鹟（学名：Tyrannus savana）为雀形目霸鹟科下的一个鸟种
。

## 分布
本种分布于美洲，由墨西哥南部至阿根廷
。